# Augustiner-Chorherrenstift Sternberg
Das ehemalige Augustiner-Chorherrenstift Sternberg (tschechisch Augustiniánský klášter Šternberk; lateinisch Ordo Canonicorum regularium sancti Augustini in Sterbergensis) wurde im Jahre 1371 durch den Leitomischler Bischof Albrecht von Sternberg in Šternberk in der Markgrafschaft Mähren gegründet. Es gehörte zum Bistum Olmütz im Olmützer Kreis und bestand bis zur Auflösung 1784.

## Geschichte
Bischof Albrecht von Sternberg, der dem mährischen Zweig des Adelsgeschlechts Sternberg entstammte, erteilte (vermutlich nach dem Tod seines Vaters Stephan/Štěpán von Sternberg) 1357 dem Städtchen Sternberg die Rechte einer befestigten Untertanenstadt. 1371 gründete er mit Zustimmung des Olmützer Bischofs Johannes von Neumarkt und dessen Domkapitels in seiner Heimatstadt Sternberg ein Augustiner-Chorherrenstift. Als Vorbild diente das im Geist des Renaissance-Humanismus 1333 begründete Augustiner-Chorherrenstift Raudnitz. Besiedelt wurde das Stift mit 14 Kanonikern aus Raudnitz; erster Propst wurde Bischof Albrechts Kaplan Wenzel. Als Stiftskirche wurde die bisherige Kirche St. Georg bestimmt, der das Patrozinium „Mariä Verkündigung“ verliehen wurde. Mit dem Bau der Klostergebäude und der Propstei wurde 1372 begonnen. An der Dotation beteiligte sich auch Albrechts Neffe Peter von Sternberg († 1397). Ihm folgte als Patronatsherr Peter (II.) von Krawarn, der 1415 zu den Unterzeichnern eines Protestschreibens gegen die Verbrennung von Jan Hus gehörte. Trotzdem wurde Sternberg 1430 von den Hussiten erobert, denen es als Stützpunkt diente. Als die Truppen des Heerführers Andreas Prokop in die Stadt vordrangen, wurden auch die Klostergebäude und die Stiftskirche niedergebrannt. Die meisten Chorherren flohen in die Bischofsstadt Olmütz. Erst in den 1470er Jahren konnten sie nach Sternberg zurückkehren. 1451–1461 wurden die Klostergebäude und die Stiftskirche im Stil der Spätgotik wieder aufgebaut. Bischof Protasius von Boskowitz und Černahora veranlasste eine Visitation durch die Pröpste von Glatz und Lanškroun. Sie bestätigten, das Stift sei in gutem Zustand und es solle weiterhin nach den Raudnitzer Statuten („Consuetudines Rudnicences“) geführt werden. Am 24. März 1490 bestätigte Papst Innozenz VIII. das Privileg der Pontifikalien und die damit verbundenen Rechte.
Nach Tod des Georg/Jiří von Krawarn erbte Sternberg dessen Tochter Ludmilla von Krawarn, der damit auch das Patronat über das Stift zufiel. Sie war mit Albrecht Kostka von Postupice verheiratet und vermählte sich nach dessen Tod 1477 mit Jan Berka von Dubá. Im Verlauf der Reformation kam es in der ersten Hälfte des 16. Jahrhunderts auch im Sternberger Stift zu einem Niedergang der klösterlichen Disziplin und zu einem Nachwuchsmangel. Beim Stadtbrand 1536 wurden auch die Klostergebäude und die Stiftskirche schwer beschädigt. Unter Jan Wenzel/Václav Berka von Dubá wurden sie im Stil der Renaissance wieder aufgebaut. Nachdem sich dessen Tochter Katharina/Kateřina von Berka und Dubá 1570 in Mährisch Trübau mit dem Münsterberger Herzog Karl II. vermählt hatte, gelangten Stadt und Herrschaft Sternberg sowie das Patronat über das Kanonikerstift an dieses Adelsgeschlecht. Herzog Karl II. war ein Urenkel des böhmischen Königs Georg von Podiebrad und bekleidete das Amt des Landeshauptmanns von Schlesien. Da er ein Anhänger der lutherischen Lehre war, bemühte er sich auch in seinem Sternberger Herrschaftsbereich um die Ausbreitung dieser Glaubensrichtung. Dadurch kam es zu Streitigkeiten zwischen Herzog Karl II. und dem Chorherrenstift bzw. dem Bistum Olmütz, wobei auch wirtschaftliche Interessen eine Rolle spielten. 1621 beklagte sich Propst Matthias Jaretius beim Olmützer Hofkanzler über Unterdrückungen durch Herzog Karl Friedrich I. von Münsterberg und Oels. Er war ein Sohn des Herzogs Karl II. und der letzte männliche Nachkomme aus der Münsterberger Linie des Adelsgeschlechts Podiebrad. Durch die Heirat seiner einzigen Tochter Elisabeth Maria mit Silvius Nimrod gelangten dessen Besitzungen, einschließlich der Herrschaft Sternberg an das Haus Württemberg in Oels.
Im Dreißigjährigen Krieg kam es zu häufigen militärischen Überfällen und Durchzügen. Während der Amtszeit des Bischofs Karl II. von Liechtenstein-Kastelkorn 1664 wurde das Stift visitiert. Im Bericht vom 29. August 1668 wurden Strafen für Ungehorsam und Ausschweifungen festgesetzt und der Lebenswandel des Propstes beanstandet. Nach 1695 gelangte die Herrschaft Sternberg und das Stiftspatronat an das Haus Liechtenstein.
Gebetsverbrüderungen bestanden u. a. mit den Stiften in Raudnitz, Jaromir (1376), Sadská (1382) und 1408 mit Landskron. 1728 wurde das Chorherrenstift Sternberg der Kongregation der Augustiner-Chorherren vom Lateran eingegliedert. 1784 wurde es durch die Josephinische Kirchenreform aufgehoben.

## Bibliothek
Die Bibliothek ist von Anfang an belegt. Sie besaß als Schenkung ihres Gründers acht seltene Handschriften. 1737 entstand ein eigener Bibliothekssaal mit Fresken von Johann Christoph Handke. Bei ihrer Auflösung 1784 waren 1178 Bände vorhanden, die meisten aus dem 17. und 18. Jahrhundert. Die gedruckten Bücher wurden teilweise bei Auktionen versteigert, ein Teil gelangte über das Olmützer Lyzeum in die Bibliothek der Universität Olmütz. Von den Handschriften befindet sich das Sternberger Pontifikale in der Bibliothek des Klosters Strahov in Prag, ein Missale in der Österreichischen Nationalbibliothek und die sogenannte „Königliche Bibel“ in der Bibliothek der Universität Krakau. Verfasser der Handschriften „Postillae dictae consolatio spiritus“ und „Abortivus“ war Propst Friedrich (1384–1400).
Zum Bibliotheksbestand gehörte auch das von Propst Johann Rozenplut von Schwarzenbach (1588–1602) herausgegebene Kirchengesangbuch von Georg Handl „Cantional, das ist Sammlung religiöser Gesänge, die um der geistigen Erbauung willen jeder ordentlicher Christ zu Jahresfeiertagen und anderen heiliegen Gelengenheiten und Zeiten verwenden möge“, das 1601 in Olmütz gedruckt wurde.

## Besitzungen
Zum Stiftsbesitz gehörten zeitweise die Güter Waischowitz mit Nesamyslitz, Morschitz, Babitz, Chwalkowitz, Tworowitz, Zierotin sowie das selbständige Gut Kyselowitz. Nach der Aufhebung des Stifts fielen alle Besitzungen dem Religionsfonds zu.

## Pröpste
- 1371–1372 Wenzel / Václav; Kaplan des Bischofs Albrecht
- 1384–1400 Friedrich; Vertreter der Klerusreform, verfasste die Postille „Consolatio spiritus“
- 1402–1420 Florian
- 1420–1449 Nikolaus I.; während seiner Amtszeit wurde das Kloster 1430 niedergebrannt.
- 1444–1454 Simon
- 1460–1462 Jakob
- 1462–?    Wolf
- 1468–1510 Nikolaus II. Welek
- 1511–1534 Benedikt aus Littau
- 1534–1558 Nikolaus III. Ludwig; wurde ohne Zustimmung des Patrons gewählt. Das Kloster musste sich deshalb verpflichten, künftig keine Propstwahlen ohne Wissen der Patrone abzuhalten.
- 1559–1564 Salomon
- 1566–1588 Friedrich Borikovsky; Dominikaner, auf Wunsch der Patronin Anna von Münsterberg gewählt. An Verfehlungen wurden ihm u. a. vorgeworfen: Verschuldung des Klosters, Nepotismus und Schädigung der Patronatsobrigkeit.
- 1588–1602 Johann Rozenplut von Schwarzenbach; Kanoniker in Olmütz und Brünn, wurde vom Bischof Stanislaus Pavlovský von Pavlovitz postuliert. Gab das Kirchengesangbuch von Georg Handl „Cantional, das ist Sammlung religiöser Gesänge, die um der geistigen Erbauung willen jeder ordentlicher Christ zu Jahresfeiertagen und anderen heiligen Gelegenheiten und Zeiten verwenden möge“ heraus, das 1601 in Olmütz gedruckt wurde.
- 1602–1607 Melichar Pirnus von Pirn; entstammte einer Olmützer Ärztefamilie, verfasste u. a. die Schrift „Continuatio catalogi episcoporum Olomoucensium“. Berichtete 1621 dem Olmützer Kanzler über wirtschaftliche Schwierigkeiten und die Unterdrückung des Klosters durch die Münsterberger Herzöge.
- 1607–1608 Bartholomäus Patronus
- 1608–1618 Matthias Gaschinsky von Gaschin
- 1619–1626 Matthias Jaretius von Rojsky
- 1626–1632 Ulrich Rosenauer von Rosenau
- 1632–1658 Alexander Ginani von Pissauro, 1642–1658 zugleich Propst im Olmützer Allerheiligenstift.
- 1650–1667 Johann Radunsky
- 1667–1621 Johann Franz Kreisl
- 1671–1702 Johann Adam Jäger von Routh
- 1703–1714 Friedrich Karl Mirschky
- 1715–1725 Patritius Laurentius Lehmann; begann mit dem Umbau des Konventtraktes und veranlasste zahlreiche Umbauten an der Stiftskirche, die mit Gemälden des Barockmalers Johann Christoph Handke ausgeschmückt wurde.
- 1725–1734 Patritius Johann Meixner
- 1734–1757 Johann Joseph Glätzl
- 1757–1780 Aurelius Augustin; während seiner Amtszeit wurde die Stiftskirche im Stil des Barock neu gebaut.
- 1780–1784 Andreas Temper; letzter Propst von Sternberg, amtierte nach Auflösung des Stifts als Pfarrer an der bisherigen Stiftskirche.